# Округ Вајандот (Охајо)
Вајандот (енгл. Wyandot County) је округ у америчкој савезној држави Охајо.

## Демографија
По попису из 2010. године број становника је 22.615, што је 293 (-1,3%) становника мање него 2000. године.
| Група             | 2000.          | 2010.          |
| Белци             | 22.289 (97,3%) | 21.727 (96,1%) |
| Афроамериканци    | 32 (0,1%)      | 44 (0,2%)      |
| Азијати           | 115 (0,5%)     | 134 (0,6%)     |
| Хиспаноамериканци | 334 (1,5%)     | 504 (2,2%)     |
| Укупно            | 22.908         | 22.615         |